# Teodor Creus i Corominas
Teodor Creus Corominas  (Barcelona, 15 d'agost de 1827 - Vilanova i la Geltrú, 28 d'agost de 1921) fou un advocat, escriptor i alcalde de Vilanova i la Geltrú.

## Biografia
El 1850 el trobem entre els iniciadors del Diario de Villanueva y Geltrú, al costat de Josep Pers i Ricart i Magí Pers i Ramona. Hi publicà des del principi diversos treballs, signats o no, en prosa i en vers, algun escrit en català, i fou l'inspirador d'una línia editorial. El 1851 publicà amb Josep Pers i Ceferí Tresserra Ventosa Los misterios de Villanueva. El 1854, fou l'autor de l'opuscle El cólera-morbo en Villanueva y Geltrú, i publicà diversos articles a la Revista Frenológica editada a Vilanova.
El novembre de 1858 van tenir lloc les eleccions municipals per renovar la meitat de l'Ajuntament de Vilanova. Teodor Creus fou candidat i resultà elegit regidor; des de mesos abans, des del Diari anava preparant el terreny amb aquest objectiu. En aplicació del sufragi censatari, no general, resultà elegit en el districte primer per 21 vots; el nombre total de votants era de 50 o 60. El nombre total d'electors del cens era d'uns 600. El primer de gener de 1859 fou nomenat alcalde de Reial Ordre.
Creus estava adscrit a la Unión Liberal, el partit o coalició electoral de la burgesia moderada o conservadora, un conglomerat heterogeni format per l'ala esquerrana dels moderats i la dretana dels progressistes, que va permetre durant uns anys una política de reforma administrativa i la millora i modernització del país des del govern de l'Estat. Fou la figura més notable a l'àmbit local d'aquesta tendència, que s'adeia força amb la seva forma de pensar i d'actuar, que tendia a l'equilibri i a la concòrdia. A més, era un partidari lleial de la reina Isabel II d'Espanya.
Creus substituí en l'alcaldia a l'esmentat Ricart, que seguí a l'Ajuntament com a regidor. Des del primer moment, manifestà una viva i constant animadversió al nou alcalde. Segons consta a l'acta, “expresó que a todas las proposiciones que se hicieran por el Sr. Presidente les haría la contra”. Les diferències, que ja venien de lluny, arribaren a tenir tal virulència que Ricart fou suspès del càrrec.
Creus accedí a l'alcaldia en una situació dramàtica de l'economia municipal. A una de les primeres sessions que presidí es posà de manifest que no hi havia recursos per a arreglar el banc d'autoritats del presbiteri de l'església de Sant Antoni ni per encarregar nou calçat per als serenos. Això no obstant, Creus donà un gran impuls a la solució dels principals problemes locals que estaven pendents. El mateix mes de gener de 1859 s'aconseguí un “puesto” de la Guàrdia Civil dotat inicialment amb quatre guàrdies i un cap.
Un dels problemes que llavors preocupava a Vilanova era la consecució de partit judicial propi, ja que formava part del de Vilafranca del Penedès. L'Ajuntament impulsà les gestions. Fins i tot, l'agost de 1859, una comissió del Consistori, presidida per l'alcalde, es desplaçà a Madrid. El partit judicial, creat per R.D. de 26 de juliol de 1860, suposava l'establiment d'un Jutjat de Primera Instància i ser el cap d'un districte electoral, i per tant, tenir representació directa a les Corts per mitjà d'un diputat. El nou jutjat començà a funcionar el gener de 1861. El diputat a Corts Manuel Baldasano hi prestà un gran ajut.
L'ajuntament intervingué també en favor de la instauració definitiva d'un col·legi de 2n ensenyament (batxillerat). Es mostraven dues tendències: els partidaris de l'ensenyament confessional, encomanat als escolapis, i els que ho eren de l'ensenyament laic. Creus es mostrà sempre adepte i partidari dels escolapis, fins que s'establiren a Vilanova el 1877. En el temps intermedi s'obriren i tancaren diversos col·legis, amb l'ajut municipal, de vida efímera, uns dirigits per eclesiàstics, i d'altres per laics. Una altra obra empresa aquests anys fou la construcció del nou escorxador, en substitució d'un d'antic.
La guerra d'Àfrica, declarada a l'octubre de 1859, colpí fortament la població de Vilanova. El final de al guerra, amb l'entrada de les tropes espanyoles a Tetuan el 4 de febrer de 1860, fou celebrat amb una solemnitat extraordinària; encara avui en queda el record en el nom del carrer de Tetuan.
El 12 de maig de 1860, es començà a parlar d'un nou edifici de les Cases Consistorials. No tots els regidors hi estaven d'acord, ni tampoc molts veïns; el desacord es referia tant a la necessitat del nou edifici, com a l'emplaçament. El projecte d'edifici, encomanat a l'arquitecte barceloní Francisco de Paula del Villar y Lozano, fou aprovat l'agost de 1862 i el març següent es col·locà la primera pedra; fins al 28 de març de 1867 no s'hi traslladà la Corporació i les oficines municipals. El nom de Teodor Creus va lligat a l'inici del projecte, encara que ja no a les successives fases d'execució.
Una altra obra important que s'impulsà en aquesta època fou la carretera de Sant Boi de Llobregat a Torredembarra, és a dir, a Barcelona, per les costes de Garraf, obra gegantina al seu temps, però molt important per al creixement econòmic de Vilanova i d'altres viles. Les gestions foren llargues i complicades. Creus en fou el capdavanter. Les obres foren llargament interrompudes. També per aquest temps s'impulsà la carretera que llavors se'n deia oficialment de Calaf a Vilanova. A la renovació reglamentària de la meitat del Consistori, el gener del 1861, després de les eleccions del novembre anterior, Creus fou confirmat com a alcalde. En el segon mandat també hi hagué realitzacions importants. La primera va ser la culminació de la portada d'aigües inaugurada el 18 de gener de 1861, amb l'obertura de sis fonts públiques. Entre 1861 i 1862 va fer gestions per a la construcció d'un ferrocarril a Barcelona que passés per Vilanova. El 1860 es posà en marxa el Centro Instructivo, a iniciativa particular, amb l'objecte de proporcionar instrucció a les classes treballadores. El març de 1861 fou creada la primera escola pública superior i nomenat el mestre Francesc Bonet Espasa. Començà a funcionar a Vilanova la delegació de l'Institut Agrícola Català de Sant Isidre, aconseguida per Creus, no pas pel càrrec d'alcalde, sinó com a propietari agrícola. Un altre fet de l'època és l'aparició de la primera història de Vilanova, escrita per fra Josep Anton Garí Siumell.
El 31 d'agost de 1861, Teodor Creus presentà la dimissió com a alcalde, al·legant que havia estat nomenat “asesor del Juzgado de la Marina de este distrito”, càrrec que era incompatible amb el d'alcalde.
Es pot afirmar que Teodor Creus fou l'alcalde de Vilanova més notable i eficaç de tot el segle xix, tot i que només ocupà el càrrec durant poc més de dos anys i mig. En aquest període aconseguí donar solució a algunes qüestions que s'arrossegaven des de molts anys enrere; després plantejà i establí les bases d'algunes altres, el final de les quals arribà quan ja no era alcalde. Algunes de les realitzacions promogudes per Creus des de l'Alcaldia han tingut un caràcter permanent i han estat la base del desenvolupament futur. La seva clarividència queda demostrada al cap de més d'un segle. Quan deixà l'alcaldia, passà de tenir una activitat pública intensa a un silenci quasi absolut, durant més de quinze anys. El fet té algunes causes externes, com la crisi definitiva de la Unión Liberal, la caiguda d'Isabel II i els esdeveniments que la seguiren durant l'anomenat sexenni revolucionari, que passaren per la Regència, el regnat d'Amadeu I d'Espanya i la I República. La confusió política dels sis anys no concordava amb l'actitud i la ideologia de Teodor Creus. El 1868, arran de la caiguda d'Isabel II, els germans Creus traspassaren l'edició del Diari i l'establiment on s'imprimia.
Fins al 1873 no hi ha notícia de cap actuació pública. Aquest any fou vicepresident de la Delegació local de la Creu Roja. El 1877 fou nomenat jutge municipal i formà part de la comissió encarregada de la negociació amb els pares escolapis per la possible vinguda a Vilanova, i inicià una nova etapa d'activitat pública bastant intensa.
El 1877 fou nomenat jutge municipal i formà part de la comissió encarregada de la negociació amb els pares escolapis per la possible vinguda a Vilanova, i inicià una nova etapa d'activitat pública bastant intensa.
El 1877 fou un dels principals promotors de la creació de l'Ateneu de Vilanova i el primer president. En aquest moment comença la seva relació amb el P. Eduard Llanas, primer rector dels escolapis a Vilanova. El mateix any, i vinculada a l'Ateneu, tingué lloc la creació de la Caixa d'Estalvis de Vilanova, de la qual també fou president.
L'agricultura era una de les preocupacions en aquesta època, expressada en la campanya per la lluita contra algunes plagues de la vinya com ara l'oídium, el míldiu i la fil·loxera. Creus participà en reunions de propietaris i conreadors, presentà comunicacions en els congressos agrícoles de Catalunya, publicà múltiples articles i algun llibre i fou un dels impulsors de la creació de la Lliga de Productors Agraris de Vilanova (1894), que agrupava els propietaris. També fou un dels primers a adherir-se a la idea de construir el Pantà del Foix (1901). El 1902 fou president de la Federació Agrícola Catalano-Balear.
Especialment a partir de 1880, publicà diversos treballs d'història i de costums. Entre els de tema local mereixen un esment especial el treball El pasado, el presente y el probable pervenir de Villanueva y Geltrú, bajo el punto de vista moral y material (1886) i Set contalles del temps vell (1888), aplec de tradicions orals d'aquesta contrada. Una altra mostra de la seva erudició fou la recerca arqueològica, a la qual hi donà un impuls la seva relació amb el P. Llanas. El 1900 fou nomenat cronista de la vila. Quan Víctor Balaguer creà la Biblioteca Museu i nomenà la primera Junta directiva, Teodor Creus fou nomenat vocal d'honor; el càrrec efectiu a la Junta l'ocupà el seu fill Manuel Creus Esther.
Quan el 1891 es constituí a Barcelona la Unió Catalanista, com a confederació de diversos grups i personalitats disposats a treballar “en la propaganda de les idees regionalistes i en la realització del programa del catalanisme”, fou una de les personalitats que, des de Vilanova, s'hi adherí. Sempre fou un entusiasta dels costums i de les tradicions de Catalunya. El 1892 fou un dels delegats de Vilanova a l'Assemblea de Manresa, i a les que se celebraren els anys següents en altres ciutats. Quan el 1899 es constituí a Vilanova la primera Associació Catalanista, Creus en fou president honorari. El 1906 s'adherí al primer Congrés Internacional de la llengua catalana celebrat a Barcelona.
Fou també un dels grans impulsors del antimaçonisme i un dels catalans que, amb Jaume Collell i alguns altres, anaren al Congrés antimaçònic de Trento. Amb motiu de la guerra de Cuba, publicà, amb el pseudònim de "Mauricio", La Masonería ante la Iglesia y la Patria (1897) i La gran traición (1899), on acusà els maçons d'haver promogut la independència americana i filipina i defensà l'Església i la integritat espanyola. També va escriure, sense pseudònim, La Masonería y su intervención en los principales sucesos políticos de los tres últimos siglos (1899).
El 1903 morí la seva esposa, Faustina Esther Firmat. Llavors ja tenia setanta-sis anys i s'havia anat convertint en un afigura patriarcal una mica fora del temps. Les seves opinions, d'una posició cada cop més conservadora, no tenien la força ni el plantejament d'actualitat que les havia caracteritzat.
Quan a causa de l'edat no pogué anar al davant de la casa, el 1913 traslladà la residència a Barcelona, on ja residia i exercia professionalment el seu fill Manuel. El 1921, als noranta-quatre anys, morí a Vilanova. L'enterrament fou una manifestació ciutadana molt concorreguda; els vilanovins de totes les tendències reconeixien que s'havia perdut una gran figura.

## Obra
- Los misterios de Villanueva (1851) amb Josep Pers
- El cólera-morbo en Villanueva y Geltrú (1854)
- El pasado, el presente y el probable porvenir de Villanueva y Geltrú, bajo el punto de vista moral y material (1886)
- Set contalles del temps vell (1888)
- La Masonería ante la Iglesia y la Patria (1897)
- La gran traición (1899)
- La Masonería y su intervención en los principales sucesos políticos de los tres últimos siglos (1899)